# Río Cainarache
Der Río Cainarache ist ein etwa 108 km langer linker Nebenfluss des Río Huallaga in den Provinzen San Martín und Lamas in der Region San Martín im zentralen Norden Perus.

## Flusslauf
Der Río Cainarache entspringt im Südosten der Cordillera Escalera auf einer Höhe von etwa 900 m. Das Quellgebiet befindet sich im Südosten des Distrikts La Banda de Shilcayo der Provinz San Martín im Schutzgebiet Área de conservación regional Cordillera Escalera. Der Río Cainarache fließt anfangs knapp 40 km in nordnordwestlicher Richtung durch das Bergland. Bei Flusskilometer 78 durchschneidet der Fluss einen niedrigen Höhenkamm in nördlicher Richtung und passiert unmittelbar im Anschluss die Ortschaft Pongo de Caynarachi, Verwaltungszentrum des Distrikts Caynarachi in der Provinz Lamas. Der Río Cainarache durchquert im Mittellauf den Randbereich des Amazonasbeckens in ostnordöstlicher Richtung. Er bildet zahlreiche Flussschlingen aus. Bei Flusskilometer 30 passiert der Río Cainarache die Kleinstadt Barranquita, Verwaltungszentrum des gleichnamigen Distrikts. Bei Flusskilometer 27 mündet der Río Yanayacu, bedeutendster Nebenfluss des Río Cainarache, von Süden kommend in den Fluss. Dieser wendet sich im Unterlauf in Richtung Nordnordost und mündet schließlich auf einer Höhe von etwa 140 m in den Río Huallaga.

## Einzugsgebiet
Das Einzugsgebiet des Río Cainarache umfasst eine Fläche von 1695 km². Es erstreckt sich über Teile der Distrikte La Banda de Shilcayo, Caynarachi, Barranquita und El Porvenir. Das Einzugsgebiet grenzt im Norden an das des Río Shanusi, im Westen an das des Río Cumbaza sowie im Süden und im Osten an das des oberstrom gelegenen Río Huallaga.